# Мискет кайлъшки
Кайлъшки мискет е бял хибриден винен сорт грозде, селектиран чрез кръстосване на сортовете Хамбургски мискет и Вилар блан в Института по лозарство и винарство в гр. Плевен. Разпространен е Плевенска, Врачанска, Великотърновска, Русенска и други области.
Мискет кайлъшки е студоустойчив сорт, практически устойчив към сиво гниене и изисква химическо третиране само през неблагоприятни години.
Къснозреещ винен сорт. Технологичната зрелост на гроздето настъпва през октомври.
Гроздът е средно голям, цилиндрично-коничен, често разклонен, рехав, със средно дълга, тънка и здрава дръжка, вдървесинена в основата. Зърната са средно едри, овални, жълто-зелени до златистожълти, със сочна консистенция, с хармоничен и със силен мискетов вкус.
Гроздето е подходящо за получаване на виноматериали за естествено пенливи вина и на оригинални сухи и десертни вина.